# Universidad Salve Regina
La Universidad Salve Regina (en inglés: Salve Regina University) es una universidad privada estadounidense ubicada en Newport, Rhode Island. Fue fundada en 1934 por las Hermanas de la Misericordia y cuenta con 2167 estudiantes de pregrado y posgrado. En la edición 2021 de Best Colleges obtuvo el puesto 31.º en universidades regionales norte y el 16.º en mejor docencia de pregrado.

## Historia
En 1934, el estado de Rhode Island otorgó un estatuto para el funcionamiento del Salve Regina College a cargo de las Hermanas de la Misericordia de la Providencia, siendo la primera universidad católica para mujeres del estado. En 1947, el empresario Robert Goelet IV donó la mansión Ochre Court, el cual permitió permitió a esta casa de estudios recibir a su primera promoción de 58 estudiantes.
En 1973, el Salve Regina College pasó a ser mixto, y en 1991 se convirtió en universidad, cambiando su denominación a Universidad Salve Regina. Actualmente cuenta con 46 especializaciones de pregrado, 11 programas de maestría y tres programas de doctorado.

## Áreas académicas

### Pregrado
| Área                 | Programas académicos |
| -------------------- | --- |
| Ciencias sociales    | - Administración de justicia - Administración de negocios - Ciencias Políticas - Comunicaciones en inglés - Contabilidad - Economía - Economía y negocios globales - Educación de la primera infancia - Educación elemental - Educación en idiomas del mundo: Francés - Educación en idiomas del mundo: Español - Educación musical - Educación primaria y educación especial - Educación secundaria - Español - Estudios americanos - Estudios globales - Francés - Gestión financiera - Historia americana - Historia del arte - Historia y educación secundaria - Literatura inglesa - Literatura inglesa y educación secundaria - Marketing - Preservación cultural e histórica - Psicología - Redacción y publicación creativa - Sociología y antropología - Trabajo social |
| Ciencias naturales   | - Administración del cuidado de la salud - Biología - Biología y educación secundaria - Bioquímica - Enfermería - Estudios ambientales - Química - Química y educación secundaria - Tecnología médica |
| Ciencias formales    | - Matemáticas - Matemáticas y educación secundaria |
| Artes                | - Danza - Estudios de arte - Música - Teatro / Artes teatrales |
| Filosofía y religión | - Estudios religiosos y teológicos - Filosofía |

### Posgrado
| Área       | Programas académicos |
| ---------- | --- |
| Maestrías  | - Administración de justicia - Administración del cuidado de la salud - Administración y dirección de empresas - Análisis de comportamiento aplicado - Enfermería - Escritura creativa - Liderazgo holístico - Relaciones Internacionales |
| Doctorados | - Humanidades - Relaciones Internacionales - Doctorado en práctica de Enfermería |